# 沈学海
沈学海（？—？），浙江人，是一名清朝政治人物。

## 生平
沈学海曾于光绪十一年接替黄澍珍任龙岩州知州一职，光绪十二年由葆成接任。